# Dragonits Tamás
Dragonits Tamás (Budapest, 1924. november 13. – ) magyar építész.

## Életpályája
1941-ben érettségizett a budapesti Szent Benedek Gimnáziumban. 1942–1948 között a József Nádor Gazdaságtudományi és Műszaki Egyetem, illetve ennek jogutódja a Budapesti Műszaki és Gazdaságtudományi Egyetem hallgatója volt. 1949–1950 között a Fővárosi Tervező Irodában segédtervező volt. 1951–1958 között a Középülettervező Intézet (KÖZTI) szakosztályvezetője volt. 1958–1984 között a VÁTI osztályvezetője és irodavezetője volt. 1967–1998 között a Magyar Tudományos Akadémia Építészettörténeti és Elméleti Bizottságának tagja volt. 1984 óta nyugdíjas magántervező. 1988-ban a göteborgi Chalmers Műszaki Egyetem díszdoktora. 1990–1994 között Budapest I. kerülete önkormányzati képviselője volt.

## Építészeti munkái
- a Várnegyed 43 épületének helyreállítása
- az egervári, a siklósi és a sárvári várkastély helyreállítása
- templomok (Esztergomi bazilika, egervári, terényi, herédi) helyreállítása
- a Debreceni Református Kollégium korszerűsítése
- liturgikus terek rendezése
- a budai Várnegyed
- a veszprémi védett terület városrendezési terve
- lakóházak és templomok tervezése

## Díjai, elismerései
- Ybl Miklós-díj (1968)
- Reitter Ferenc-díj (1980)
- Magyar Műemlékvédelemért Emlékplakett (1988)
- Budapestért díj (1994)
- Forster Gyula-díj (2004)
- Möller István-emlékérem (2008)
- a Magyar Köztársasági Érdemrend tisztikeresztje (katonai tagozata) (2009)[2]
- Budavár díszpolgára (2015)[3]